# الاتفاقية المشتركة بشأن سلامة إدارة الوقود المستهلك وسلامة إدارة النفايات المشعة
الاتفاقية المشتركة بشأن سلامة إدارة الوقود المستهلك وسلامة إدارة النفايات المشعة هي معاهدة متعددة الأطراف أبرمتها الوكالة الدولية للطاقة الذرية سنة 1997. وكانت أول معاهدة تتناول كيفية إدارة النفايات المشعة على نطاق عالمي.

## المحتوى
الدول المصدقة على الاتفاقية تخضع لقوانين الاتفاقية بشأن تخزين النفايات النووية، بما في ذلك النقل وموقع مرافق التخزين وتصميمها وتشغيلها.[بحاجة لمصدر] وتنظم الاتفاقية اجتماعات الدول الأطراف التي تراجع تنفيذ الدول لأحكام الاتفاقية. في عام 2012، عقد الاجتماع الاستعراضي الرابع. يتوفر تقرير موجز عن الاجتماع، وروابط للتقارير الوطنية من الدول المشاركة، على موقع الوكالة الدولية للطاقة الذرية على الإنترنت.

## إنشاء الأحزاب والدولة
في 29 سبتمبر 1997، عقدت الاتفاقية في فيينا، ودخلت حيز التنفيذ في 18 يونيو 2001. و وقع عليها 42 دولة. اعتبارًا من مارس 2025، بلغ عدد الدول الأطراف فيها 90 دولة بالإضافة إلى الجماعة الأوروبي للطاقة الذرية . وقد وقعت لبنان والفلبين على الاتفاقية ولكن لم يُصادقا عليها بعد. فيما يلي الأطراف المشاركة في الاتفاقية: الدول المكتوبة بخط غامق لديها محطة طاقة نووية واحدة قيد التشغيل على الأقل.
- ألبانيا
- الأرجنتين
- أرمينيا
- أستراليا
- النمسا
- بيلاروس
- بلجيكا
- بنين
- بوليفيا
- البوسنة والهرسك
- بوتسوانا
- البرازيل
- بلغاريا
- كندا
- تشيلي
- الصين (وامتدت إلى  هونغ كونغ)
- الكونغو
- كرواتيا
- كوبا
- قبرص
- التشيك
- الدنمارك
- إريتريا
- إستونيا
- فنلندا
- فرنسا
- الغابون
- جورجيا
- ألمانيا
- غانا
- اليونان
- هنغاريا
- آيسلندا
- إندونيسيا
- العراق
- أيرلندا
- إيطاليا
- اليابان
- الأردن
- كازاخستان
- كوريا الجنوبية
- قرغيزستان
- لاتفيا
- لبنان
- ليسوتو
- ليتوانيا
- لوكسمبورغ
- مقدونيا
- مدغشقر
- مالاوي
- مالطا
- موريتانيا
- موريشيوس
- المكسيك
- مولدوفا
- الجبل الأسود
- المغرب
- هولندا
- النيجر
- نيجيريا
- النرويج
- عمان
- باراغواي
- بيرو
- الفلبين
- بولندا
- البرتغال
- رومانيا
- روسيا
- رواندا
- السعودية
- السنغال
- صربيا
- سلوفاكيا
- سلوفينيا
- جنوب أفريقيا
- إسبانيا
- السويد
- سويسرا
- طاجيكستان
- تايلاند
- تركيا
- أوكرانيا
- الإمارات العربية المتحدة
- المملكة المتحدة
- الولايات المتحدة
- أوروغواي
- أوزبكستان
- فيتنام
- زيمبابوي
- الجماعة الأوروبية للطاقة الذرية